# 義大利—烏克蘭關係
義大利－烏克蘭關係是義大利和烏克蘭兩個歐洲國家之間的雙邊關係，意大利於1991年12月28日承認烏克蘭獨立，兩國於1992年1月29日開始外交關係。義大利在基輔設有大使館，烏克蘭在羅馬設有大使館。
2018年，意大利是與烏克蘭貿易額最大的十大國家之一。據烏克蘭國家統計局統計，2018年對意大利商品和服務出口額為26.288億美元（比上年增長6.4%），而意大利商品進口額為19.82億美元（同比增長 23.6%）。意大利與烏克蘭的貿易總額為46億美元（比上年增長13.2%）。